# Alba (oděv)

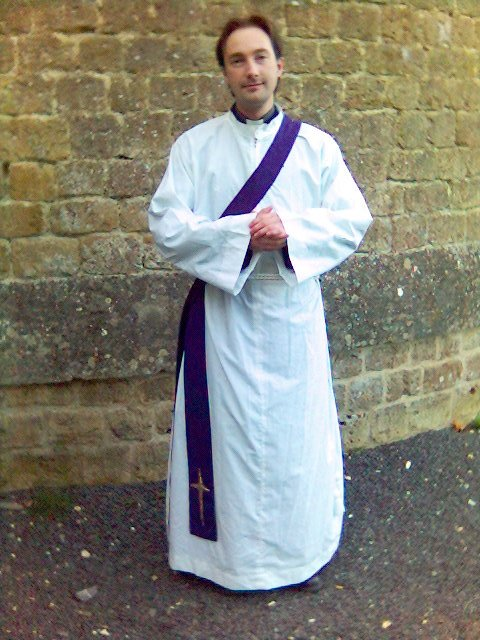
Jáhen v albě a se štólou.

Alba (z lat. (tunica) alba, bílá košile) je volný lněný liturgický šat s rukávy, který se podobá dlouhé košili sahající až ke kotníkům a převazuje se provazcem (cingulem).

## Popis
Alba je základní (spodní) roucho, na něž katoličtí kněží a jáhni oblékají další (u kněží ornát, u jáhnů dalmatika) často v liturgické barvě. Má být bílá, jak vyplývá z jejího názvu. Nesprávně mívá někdy i barvu krémovou. Může být zdobena (zejména na rukávech a na spodním okraji) například krajkou, výšivkou-parura nebo tzv. aplikací (užší pruh krajky, který není úplně na dolním okraji alby).

## Historie
Alba je odvozena z klasické římské tuniky a není jasné, kdy se odlišila jako specifický liturgický oděv. "Albu" jako oblek jáhna při mši zmiňuje už 4. synoda v Kartágu (před 400), ale první jednoznačný popis pochází od Rabana Maura z roku 818. Od 11. století se vedle ní objevuje kratší superpellice a rocheta, která se pak stala oblekem nižších duchovních. Ve středověku oblékali alby o Velikonocích nově pokřtění. Nosili ji osm dní a odkládali následující neděli, které se proto říkalo "Bílá" (Dominica in albis).

## Užívání v církvích
Albu jako liturgický oděv nosí kněží a jáhni katolické církve, ale také duchovní některých protestantských církevních společenství, např. evangelíci augsburského vyznání nebo metodisté. Východní obdobou alby je sticharion.